# V422 Возничего
V422 Возничего (лат. V422 Aurigae) — одиночная переменная звезда в созвездии Возничего на расстоянии приблизительно 202 световых лет (около 62 парсеков) от Солнца. Видимая звёздная величина звезды — от +12,04m до +11,73m.

## Характеристики
V422 Возничего — оранжевый карлик, вращающаяся переменная звезда типа BY Дракона (BY:) спектрального класса K5. Масса — около 0,689 солнечной, радиус — около 0,69 солнечного, светимость — около 0,136 солнечной. Эффективная температура — около 4228 K.

## Планетная система
В 2019 году учёными, анализирующими данные проектов HIPPARCOS и Gaia, у звезды обнаружена планета.